# Dryadites violaceus
Dryadites violaceus es una especie de coleóptero de la familia Endomychidae.

## Distribución geográfica
Habita en Malasia.